# Adam Musiał
Adam Musiał   (Wieliczka, 18 de desembre de 1948 - Cracòvia, 18 de novembre de 2020) fou un futbolista polonès de la dècada de 1970.
Fou 34 cops internacional amb la selecció polonesa amb la qual participà en la Copa del Món de Futbol de 1974.
Pel que fa a clubs, defensà els colors de Wisła Kraków, Arka Gdynia, Hereford United (Anglaterra) i Eagles Yonkers New York (USA).

## Referències

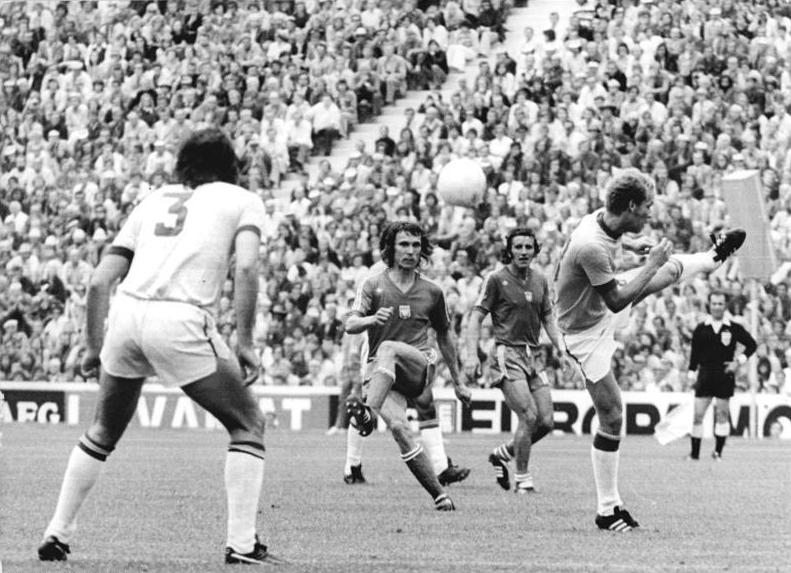
Polònia vs Brasil al Mundial 1974, amb Marinho Peres, Henryk Kasperczak, Adam Musiał i Ademir da Guia.